# Saprinus lindrothi
Saprinus lindrothi är en skalbaggsart som beskrevs av Rolf Martin Theodor Dahlgren 1968. Saprinus lindrothi ingår i släktet Saprinus och familjen stumpbaggar. Inga underarter finns listade i Catalogue of Life.